# Castelmagno
Castelmagno (piemontiul: Castelmagn, okcitánul: Chastelmanh) település Olaszországban, Piemont régióban, Cuneo megyében. Lakosainak száma 58 fő (2023. január 1.). Castelmagno Celle di Macra, Demonte, Dronero, Marmora, Monterosso Grana, Pradleves és San Damiano Macra községekkel határos.

## Népesség
A település lakossága az elmúlt években az alábbi módon változott:
| Lakosok száma | 62   | 61   | 58   |
|               | 2017 | 2018 | 2023 |